# Кручёный мяч
«Кручёный мяч» (англ. Trouble with the Curve) — спортивная драма режиссёра Роберта Лоренца, в главных ролях Клинт Иствуд, Эми Адамс, Джастин Тимберлейк, Мэттью Лиллард и Джон Гудмен. 19 сентября 2012 года фильм вышел в широкий прокат в США. В России лента не вышла в кинотеатрах, поскольку прокатчики сочли историю «слишком американской».
Единственный с 1995 года фильм, в котором снялся Клинт Иствуд, не будучи сам режиссёром картины. В 1995 году актёр исполнил камео в фильме другого режиссёра «Сто и одна ночь Симона Синема».

## Сюжет
Старый бейсбольный скаут, теряющий зрение, вместе со своей дочерью, семь лет без выходных работающей в юридической фирме и надеющейся на представление в партнёры фирмы, отправляется в последнее путешествие на поиск новых перспективных игроков.

## В ролях
- Клинт Иствуд — Гас Лобел[5]
- Эми Адамс — Микки Лобел[6]
- Джастин Тимберлейк — Джонни Флэнаган[7]
- Мэттью Лиллард — Филип Сандерсон[8]
- Джон Гудмен — Пит Клейн[9]
- Роберт Патрик — Винс
- Скотт Иствуд — Билли Кларк[10]

## Съёмки
Съёмки фильма начались в марте 2012 года и проходили в штате Джорджия в Вирджиния-Хайлэнде, Атенсе, Доусонвилле, Мэйконе и на бейсбольным стадионе Luther Williams Field.

## Интересные факты
- На главную женскую роль рассматривалась Сандра Буллок[15].